# 单肢溞科
单肢溞科（学名：Holopediidae）为枝角目的一个科。此科的模式属为单肢溞属(Holopedium)。

## 下级分类
本科包括以下属：
- 单肢溞属 Holopedium Zaddach, 1855